# Funeraria

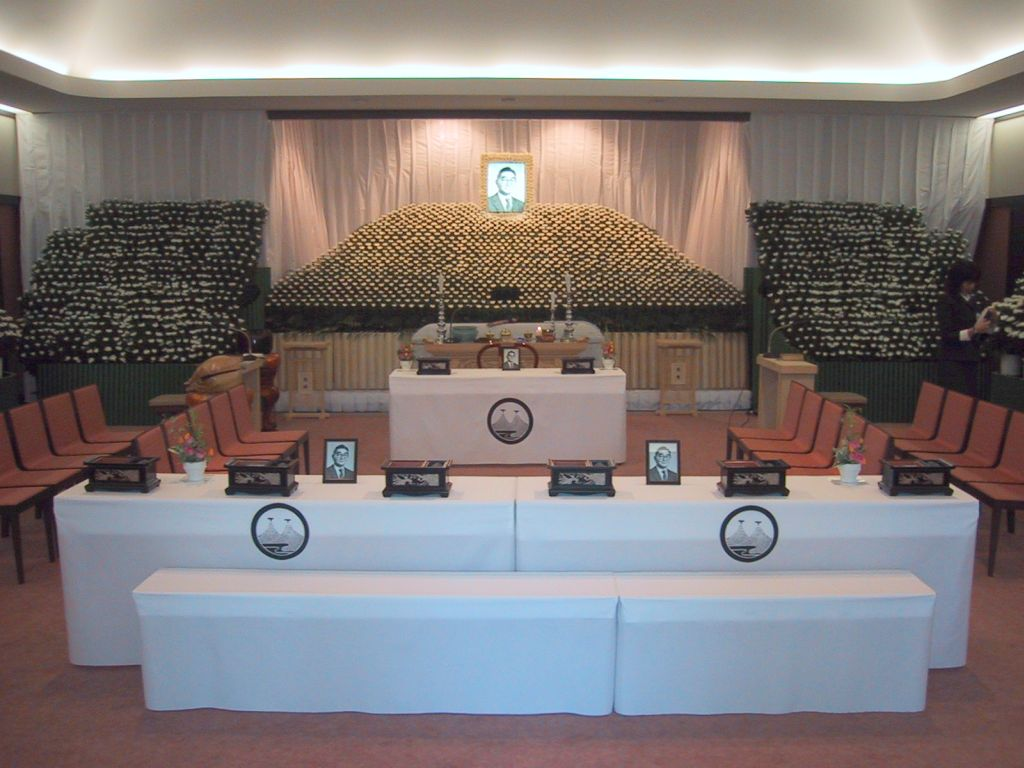
Un funeral en Japón.

Una funeraria es una empresa que presta servicios funerarios. Los servicios funerarios principales consisten en la recogida de la persona fallecida en el lugar de defunción, el enferetramiento (poner el cadáver dentro de un féretro o ataúd), el arreglo estético de la persona fallecida (tanatoestética), la inscripción de la defunción en el registro civil correspondiente (o alternativamente, en un juzgado), la organización de un velatorio (en España) o velorio (en Latinoamérica), la organización de una ceremonia religiosa o laica, el traslado al cementerio (en caso de entierro) o la organización de una cremación (en caso de incineración). Además, las empresas funerarias suelen prestar servicios adicionales como la venta de flores, servicios de apoyo psicológico y emocional, servicios de trámites legales, así como muchos otros. Las empresas funerarias pueden ser de propiedad privada o pública, y pueden operar en régimen de competencia, de concesión administrativa, o de monopolio.
Un tanatorio (en España) o casa funeraria y velatorio (en Latinoamérica) es un establecimiento funerario habilitado para el velatorio de difuntos. En todo caso dicha estadía del cadáver es por poco tiempo. Los tanatorios no cuentan con equipo forense ni legal para determinar la causa de la muerte ni expedir certificados de defunción, aunque en épocas de gran conflagración han sido utilizadas como morgues improvisadas, de allí la confusión con ambos establecimientos.
No debe confundirse a este recinto con la morgue, locución que se utiliza para denominar a los sitios donde se exhuman los cadáveres y se practican las autopsias, en los casos de ser ello necesario.
La funeraria es la empresa que presta los servicios funerarios, mientras que el tanatorio es el establecimiento físico dónde se llevan a cabo los velatorios (recepción social y religiosa para honrar al fallecido). Para cualquier servicio funerario es imprescindible la actividad de una empresa funeraria; aunque no todos los servicios funerarios implican la realización de un velatorio en un tanatorio.

## Servicios
Los tanatorios generalmente ofrecen una serie de servicios asociados tales como la venta de féretros, lápidas y coronas, asesoría jurídica, asistencia psicológica, cremación, transporte del difunto y tanatopraxia. Preparan sus servicios en común acuerdo con los deseos de los familiares y del fallecido. La funeraria usualmente se encarga de los trámites legales necesarios, permisos, y otros detalles, tales como hacer arreglos con el cementerio, y preparar el obituario para los medios de comunicación.

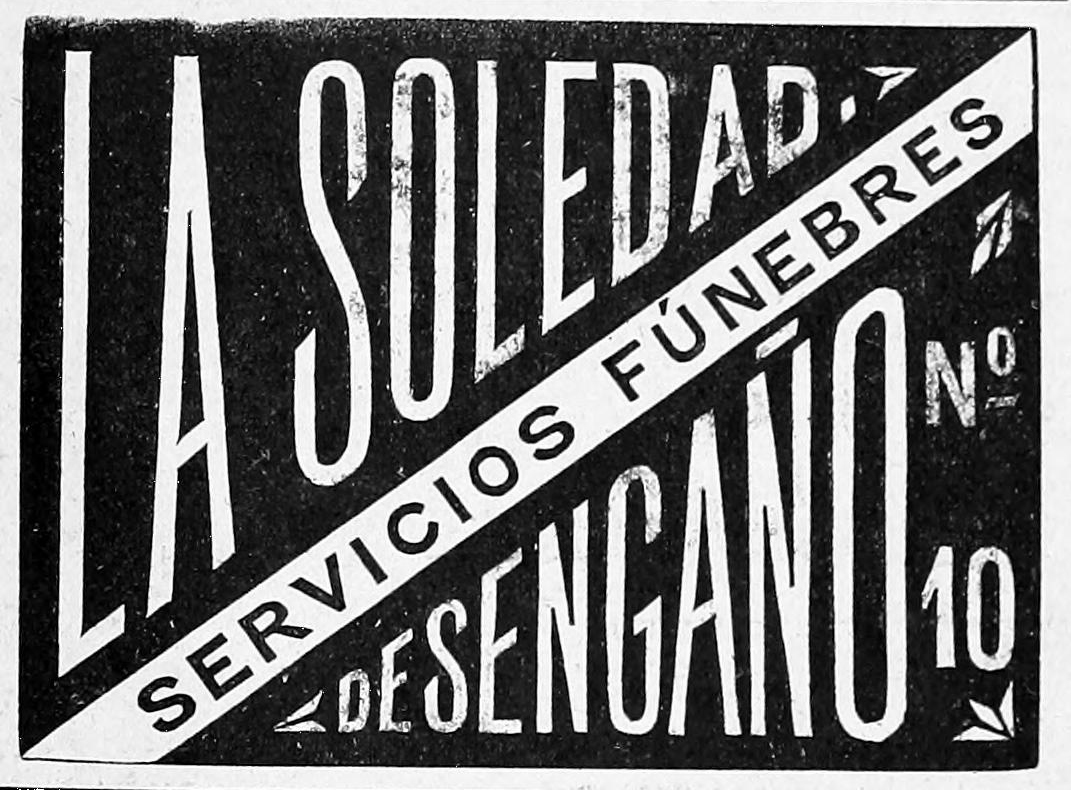
Anuncio de servicios fúnebres de 1899

Un servicio fúnebre tradicional consta de una velación (o velatorio), una ceremonia religiosa o laica (puede ser en la iglesia a la que asistía habitualmente el fallecido, o en el tanatorio o en la capilla mortuoria), y un servicio de inhumación o incineración.

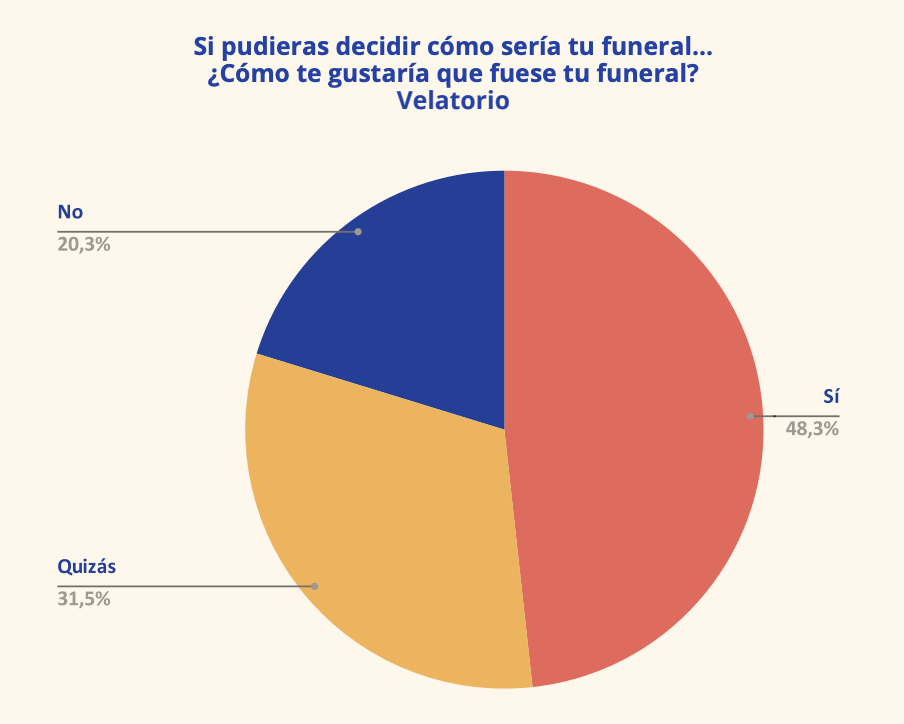
Porcentaje población que desearía velatorio en su funeral Funos Barómetro Sector Funerario y Asegurador 2023

Una cremación directa (o inmediata) consiste en que el director funerario reciba los restos del fallecido, preparar el papeleo necesario (según la legislación local), y completar el procedimiento de cremación, prescindiendo de velatorio y/o ceremonia de despedida. Una inhumación (o entierro) directa es un servicio funerario sin velatorio ni una ceremonia. Según el Barómetro Funos del Sector Funerario y Asegurador 2023. los servicios funerarios directos están en pleno crecimiento, tanto en España, como en otros países. Por ejemplo, el 41% de las cremaciones fueron cremaciones directas en Estados Unidos en 2021 (según «Cremation and burial report 2023». NFDA.), o el 18% de todos los servicios funerarios en Reino Unido fueron cremaciones directas en 2022 (según el estudio  «Sunlife: The Cost of Dying 2023». Sunlife.)
Cuando el fallecido es llevado a la funeraria, a veces es embalsamado o se practican técnicas de tanatopraxia y conservación del difunto para retrasar la descomposición. El procedimiento típico de embalsamamiento involucra el reemplazo de la sangre del fallecido con una combinación de químicos preservadores y tintes, aspiración de los órganos internos, y preparación de acuerdo a las características físicas del fallecido. El uso de maquillajes especiales ayudan a que los restos se vean como eran con vida (tanatoestética). Si la persona fallecida fue desfigurada por accidente o enfermedad, el embalsamador puede en ocasiones utilizar técnicas de restauración para dejar el cadáver presentable para un servicio con el féretro abierto. Si el embalsamador no logra hacerlo, o si la familia lo solicita, la funeraria puede llevar a cabo un servicio con el féretro cerrado.
Otros servicios habituales de una funeraria son los traslados de cuerpos entre diferentes localidades, o la repatriación de cadáveres de un país a otro, ya sea por vía aérea, terrestre o marítima.
Muchas funerarias también ofrecen servicios de previsión para aquellos que deseen preparar sus propios servicios fúnebres durante su vida.

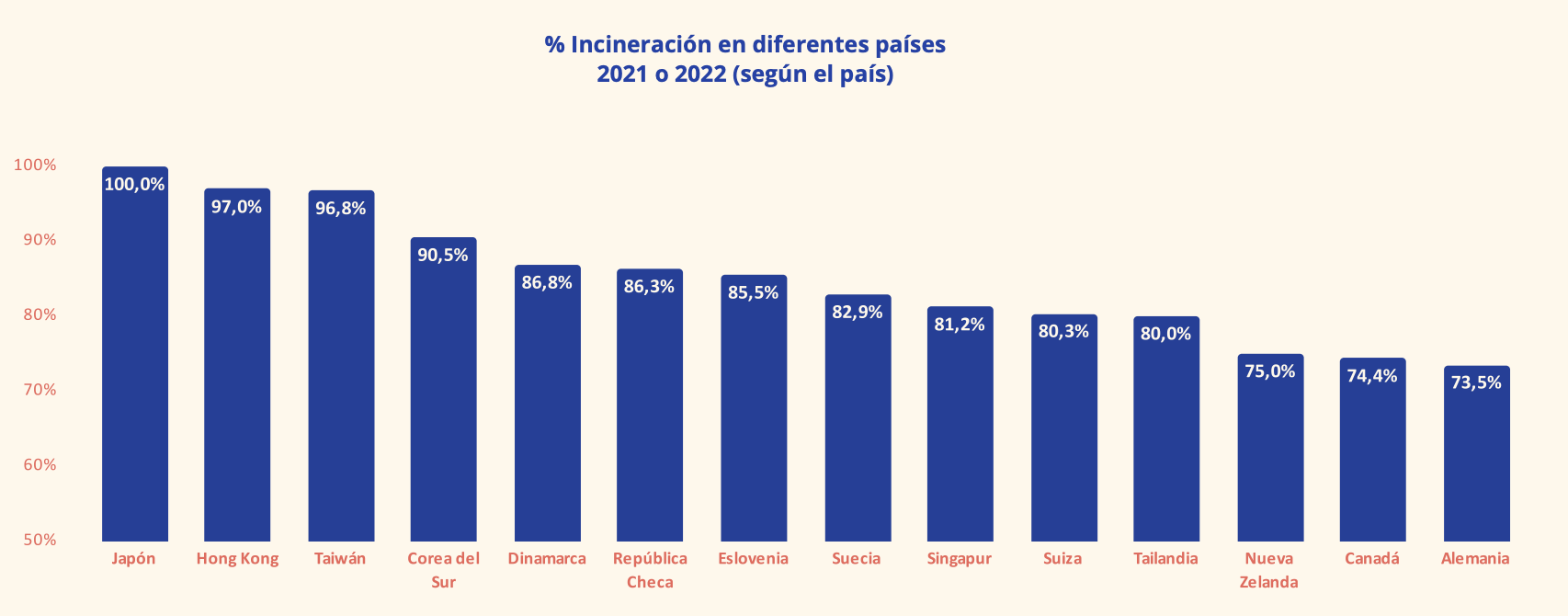
Tasa de cremación por países Funos Barómetro Sector Funerario y Asegurador 2023

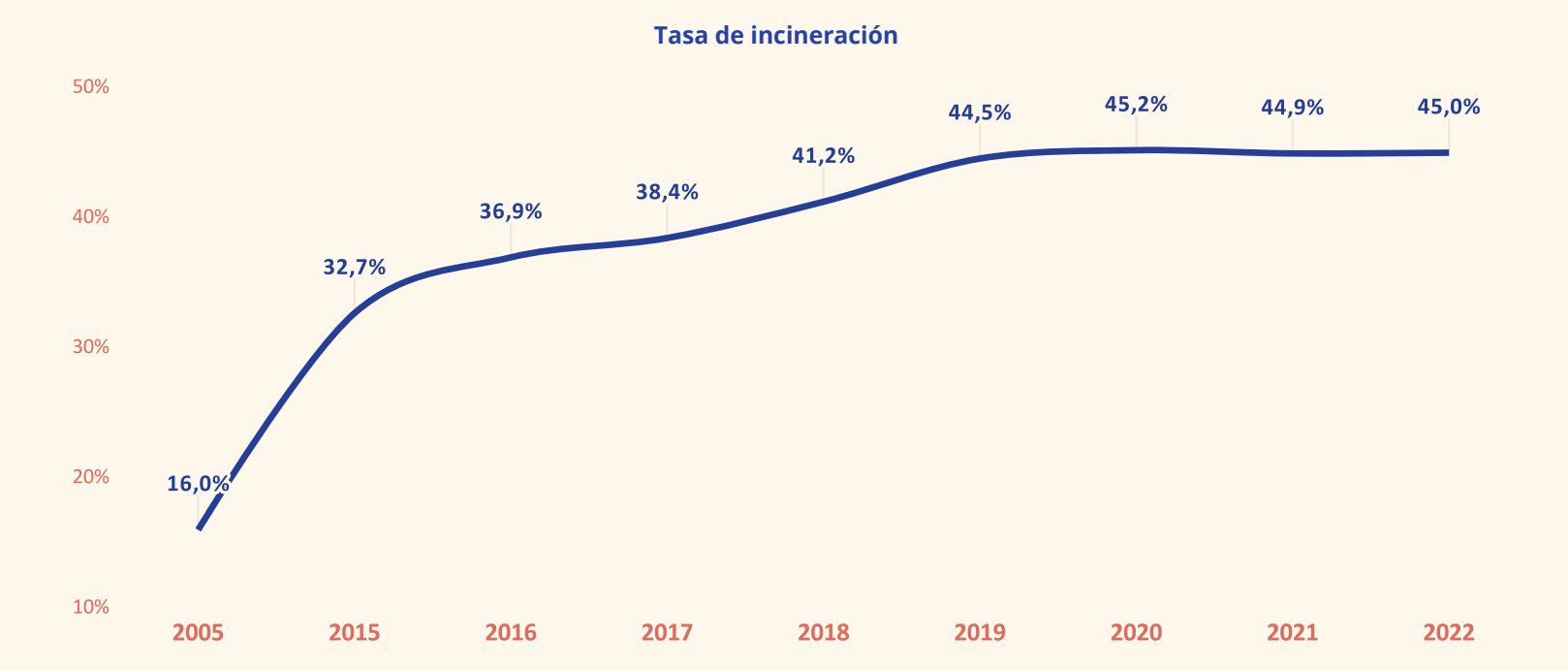
Tasa de incineración en España - Funos Barómetro Sector Funerario y Asegurador 2023

Debido al aumento de la popularidad de la cremación, cada vez hay más funerarias con su propio crematorio. Las funerarias que no cuentan con estas instalaciones suelen contratar el trabajo con otras firmas. En España, las cremaciones rondan el 50% de los servicios funerarios y creciendo, siendo el otro 50% inhumaciones. Los países con mayor tasa de cremación son asiáticos (Japón:100%, Hong Kong: 97%, Taiwán: 96,8%, Corea del Sur: 90,5%), seguidos de países del norte y este de Europa (Dinamarca: 86,8%, República Checa: 86,3%, Eslovenia: 85,5%, Suecia: 82,9%, Suiza: 80,3%, Reino Unido: 78,5%, Alemania: 73%). En Estados Unidos el porcentaje de cremación está en el 65%. La cremación está en constante crecimiento en la mayoría de países occidentales.

## Precios

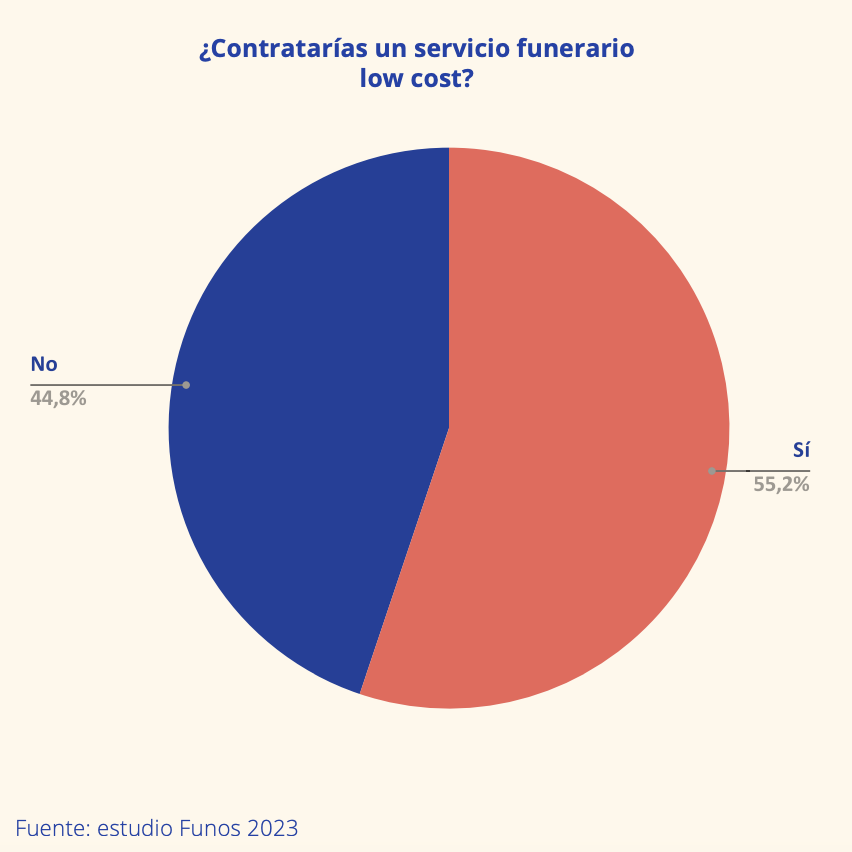
Contrataría un servicio funerario low cost - Funos Barómetro Sector Funerario y Asegurador 2023

En España existe libre competencia en el sector funerario, por lo que cada empresa funeraria es libre de establecer sus propios precios. En algunos casos, como el caso de las funerarias de titularidad pública, los precios pueden ser aprobados por algún organismo público como un ayuntamiento.
En cuanto a la percepción que tienen los ciudadanos en España sobre el precio de los servicios funerarios, mayormente son percibidos como caros (con alrededor del 65% de los encuestados que valora el precio de los servicios funerarios en 6 o más en una escala del 0 al 10), según el Barómetro Funos. En este sentido, más de la mitad de los españoles contrataría un servicio funerario low cost 
Aunque no suele ser habitual encontrar las tarifas de precios de las empresas funerarias en sus páginas web, cada vez es más habitual encontrar precios especiales y ofertas en páginas web de funerarias online (que comercialzan sus servicios de manera online, aunque es finalmente una funeraria tradicional quién presta el servicio). La diferencia de precios entra la contratación tradicional y la contratación online puede ser muy significativa, llegando al 50% de diferencia en el precio. 

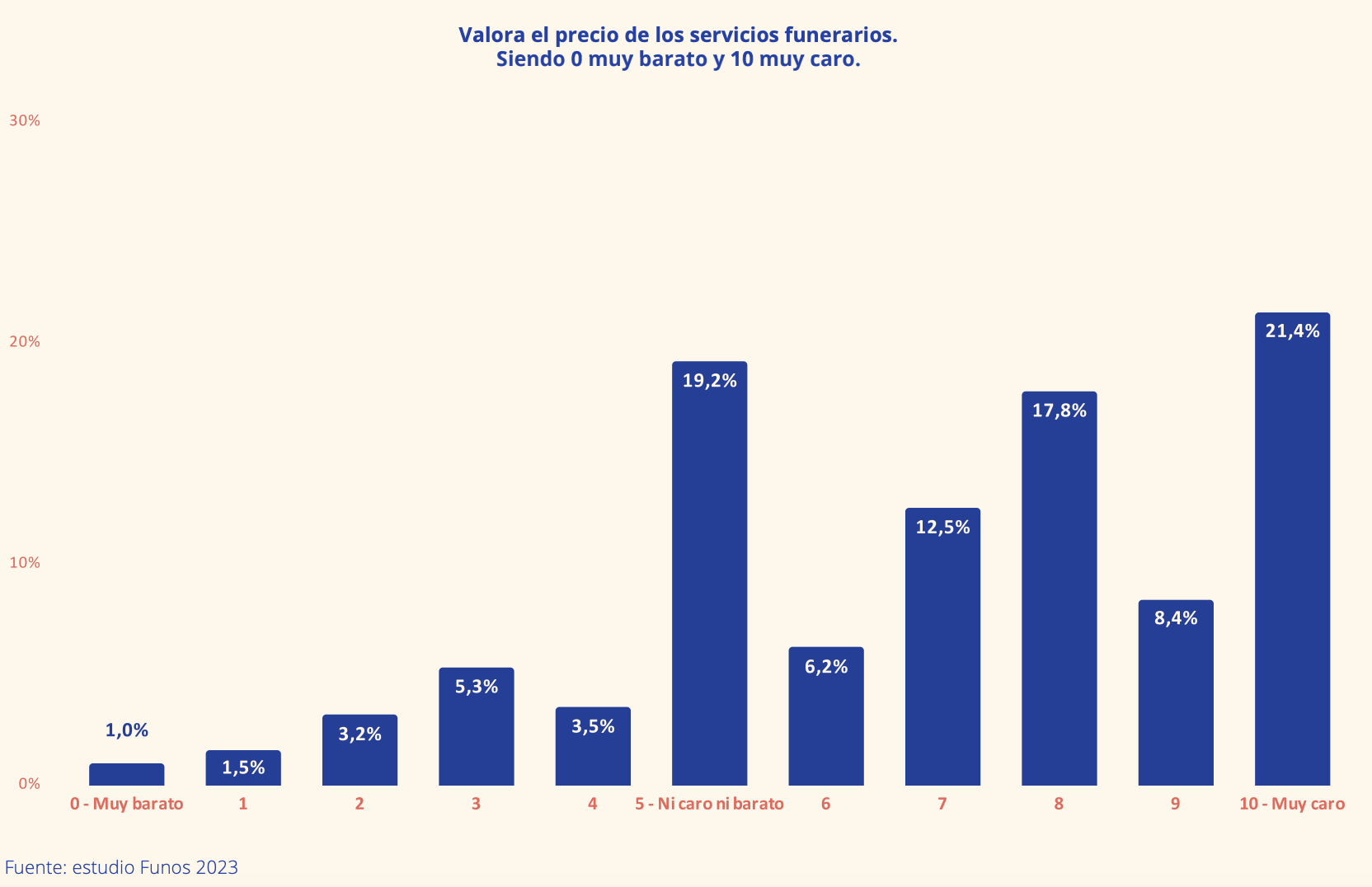
Valoración del precio de los servicios funerarios - Funos Barómetro Sector Funerario y Asegurador 2023

La única fuente de información de precios medios del mercado de servicios funerarios en España es la OCU (Organización de Consumidores y Usuarios) que publica regularmente un estudio de precios de servicios funerarios en España (OCU).
Por otro lado, existen comparadores de precios y brokers online de servicios funerarios que comparan precios entre distintas empresas funerarias y negocian precios para los usuarios. El ejemplo más destacado en España es Funos, aunque el mismo servicio online puede encontrarse en muchos otros países.